# Gours
Gours é uma comuna francesa na região administrativa da Nova Aquitânia, no departamento da Gironda. Estende-se por uma área de 7,81 km². Em 2010 a comuna tinha 583 habitantes (densidade: 74,6 hab./km²).